# Hallo Pizza
Die Hallo Pizza GmbH war bis zum Oktober 2017 ein deutscher Franchisegeber  der Systemgastronomie. Geschäftszweck war die verzehrfertige Produktion von Speisen und deren Zustellung.

## Unternehmen
Das Unternehmen  wurde 1989 vom späteren Inhaber Axel Fassbach nach dem Vorbild US-amerikanischer Lieferdienste und Produktionsmethoden mit einem Shop in Düsseldorf-Zoo gegründet. Geschäftsführer war Frank Sasse. Es hatte seinen Sitz in Langenfeld, und mehr als 170 Betriebe als Lizenznehmer in mehr als 100 Orten in Deutschland. Insgesamt war die GmbH nach Joey’s Pizza Service der zweitgrößte Pizzalieferdienst in Deutschland. Der Schwerpunkt des Unternehmens lag in Nordrhein-Westfalen, wo ca. ein Drittel der Betriebe ihren Sitz haben. Der Umsatz lag seit mehreren Jahren bei ca. 80 Mio. Euro. 2012 kam das System im Impulse-Ranking auf Platz 12 der Top 20 Franchisesysteme in Deutschland.
Das Logo wurde im Laufe der Jahre immer wieder verändert. Zunächst lediglich mit einem Telefonhörer und dem charakteristischen Schriftzug versehen, kam 1992 ein Auto hinzu, das bis 2003 immer wieder modifiziert wurde, bis es seine endgültige Form erhielt. Seit 2010 warb die Comicfigur „Billy Bronx“ für das Unternehmen.
Das Deutsche Institut für Service-Qualität erklärte das Unternehmen 2011 zum Gesamttestsieger unter den überregional aktiven Pizzadiensten. Das Unternehmen wurde außerdem 2014 mit dem Deutschen Fairness-Preis des DISQ (in Kooperation mit n-tv) ausgezeichnet.
Im Oktober 2017 wurde das Unternehmen vom deutschen Marktführer Domino’s für 32 Mio. Euro übernommen. Im April 2018 wurde damit begonnen, die ersten Hallo Pizza-Stores in Domino’s umzuwandeln. Es wurde beabsichtigt, bis 2019 fast alle der 170 Filialen von Hallo Pizza zu Domino’s umzuflaggen. In Gebieten, in denen es Überschneidungen zwischen den Liefergebieten von Hallo Pizza- und bestehenden Domino’s-Filialen gab, sollten Hallo Pizza-Filialen jedoch vorerst unter altem Namen weiterbetrieben werden, bis das Problem der Überschneidung gelöst war.

## Sortiment
Der Schwerpunkt lag auf der Zubereitung von Pizza. Das Angebot wurde mit Pasta, Salaten, belegten Baguettes, Wraps, Aufläufen, Speiseeis und Burger ergänzt. Neben dem Standardangebot gab es mehrmals im Jahr wechselnde Aktionen mit themenbasierten weiteren Gerichten. Franchisetypisch war das Angebot in allen Betrieben einheitlich. Die Versorgung mit den Hauptzutaten wurde durch unternehmensinterne Lieferung über drei Lager gesichert. Zusätzlich versorgte sich jeder Betrieb mit weiteren Lebensmitteln und Getränken innerhalb eines Angebotskatalogs.
Typisch für das Angebot waren die Namen, welche sich häufig auf US-amerikanische Bundesstaaten (z. B. Alaska, Florida, Texas) oder Städte (z. B. Boston, New York) bezogen. Daneben waren aber auch Klassiker wie Pizza Hawaii und Pizza Vier Jahreszeiten enthalten sowie klischeehafte Analogien, wie Pizza Delhi mit Currysauce und Pizza Olymp mit Gyros und Hirtenkäse.
Es wurden die beiden Grundtypen von Pizza angeboten: Die Pfannenpizza (auch Pan-Pizza) bestand aus extra dickem Teig, während die anderen Pizzen aus dünn ausgerolltem Teig bestanden. Diese gab es in drei verschiedenen Größen.

## Andere Ketten
- Call a Pizza
- Domino’s Pizza Deutschland
- Pizza Mann & Schnitzelhaus
- Smiley’s